# 1568 en philosophie
Chronologie de la philosophie
- 1564
- 1565
- 1566
- 1567
- 1568
- 1569
- 1570
- 1571
- 1572

L’année 1568 a été marquée, en philosophie, par les événements suivants :

## Publications
- Johann Thomas Freig :  Trium artium logicarum schematismi, 1568.

- Pierre de La Place : Traité Du droit usage de la philosophie morale avec la doctrine chrétienne, Paris, 1562 et Leyde, 1568.

## Naissances
- Antonio Serra (né vers 1568 à Cosenza et mort vers 1620) est un philosophe italien de la fin du XVIe et du début du XVIIe siècle, ainsi qu'un économiste mercantiliste.

- 5 septembre à Stilo (Calabre) : Tommaso Campanella est un moine dominicain et philosophe italien,  mort le 21 mai 1639 à Paris. Il s'intéresse principalement à la politique de son temps (monarchie espagnole régnant alors sur la Calabre intégrée au royaume des Deux-Siciles), et développe, notamment dans son ouvrage La Cité du Soleil, des thèses de philosophie politique qui tendent vers l'utopie. Il élabore également sa propre théorie de la connaissance.

## Décès
- Vittore Trincavelli (né vers 1496 à Venise, alors capitale de la république de Venise et mort en 1568) est un médecin et philosophe vénitien de la Renaissance.